# Marcello Gigante
Marcello Gigante (* 20. Januar 1923 in Buccino bei Salerno; † 23. November 2001 in Neapel) war ein italienischer Klassischer Philologe und Papyrologe.

## Leben
Marcello Gigante studierte an der Universität Neapel Federico II Klassische Philologie. Nachdem er 1944 die Laurea und 1945 das Diplom erhalten hatte, arbeitete er von 1949 bis 1960 als Gymnasiallehrer am Liceo statale "Antonio Genovesi" in Neapel. 1951 habilitierte er sich an der Universität Neapel und erhielt die libera docenza im Fach Griechische Sprache und Literatur. Ab 1953 hielt er im Nebenamt als Lehrbeauftragter byzantinistische Veranstaltungen an der Universität Neapel ab. Ein Stipendium der Alexander von Humboldt-Stiftung ermöglichte ihm 1956/57 einen Forschungsaufenthalt in Deutschland.
1960 verließ Gigante den Schuldienst, als ihn die Universität Triest zum außerordentlichen Professor für Byzantinische Philologie berief. 1963 wurde er zum ordentlichen Professor befördert. 1968 kehrte er als Lehrstuhlinhaber für Griechische und Lateinische Grammatik an die Universität Neapel zurück. 1981 wechselte er an derselben Universität auf den Lehrstuhl für Griechische Literatur, den er bis zu seiner Emeritierung innehatte. Von 1982 bis zu seinem Tod war er Präsident der Associazione Italiana di Cultura Classica. Seit 1983 gab er mit Umberto Albini die Zeitschrift Studi Italiani di Filologia Classica heraus.
Marcello Gigante war seit 1984 korrespondierendes Mitglied der British Academy, seit 1985 der Heidelberger Akademie der Wissenschaften und seit 1988 der Akademie der Wissenschaften zu Göttingen. 1991 wurde er zum Mitglied der Akademie von Athen ernannt. Die Universität Athen verlieh ihm 1987 die Ehrendoktorwürde.

## Leistungen
Gigantes Forschungsschwerpunkte waren die epikureische Philosophie, die Byzantinistik und ganz besonders die Papyrologie, mit der er sich seit seiner Studienzeit beschäftigte. Schon 1948 veröffentlichte er eine Edition der Papyrusfragmente zur Geschichte der Pentekontaetie, 1949 eine kritische Edition der Hellenika Oxyrhynchia samt Kommentar, die zugleich seine Doktorarbeit war. Seit seiner Berufung nach Neapel im Jahr 1968 traten die Papyri von Herculaneum in den Mittelpunkt seiner Arbeit. Besonderes Interesse widmete er den Schriften des Epikureers Philodemos von Gadara, die hauptsächlich aus den Papyrusfunden von Herculaneum bekannt sind.
Um die Erforschung der herkulanensischen Papyri institutionell zu fördern, gründete Gigante 1969 in Neapel das Centro Italiano per lo Studio dei Papiri Ercolanesi. In den folgenden Jahren baute er es zu einem internationalen Treffpunkt der papyrologischen Forschung aus. 1971 gründete Gigante die Zeitschrift Cronache Ercolanesi, die dem Centro als Publikationsorgan dient.
In der Byzantinistik trat Gigante seit den 1950er Jahren als Herausgeber und Kommentator der Schriften byzantinischer Gelehrter, die in Italien wirkten, hervor.
Neben den genannten Schwerpunkten befasste sich Gigante mit griechischen und lateinischen Autoren der Antike und der Neuzeit und mit der antiken Geistesgeschichte. Sein 1956 erschienenes Buch Nomos Basileus, in dem er das griechische Prinzip des Nomos bestimmte und seine Wirkung auf das griechische Denken durch die gesamte Antike verfolgte, gilt als Standardwerk. Es wurde 1957 mit dem Premio Ministeriale per le Scienze Filosofiche ausgezeichnet und 1979 ins Englische übersetzt. Es erschien 1993 in überarbeiteter und erweiterter Form.

## Schriften
- Nomos Basileus. Edizioni Glaux, Neapel 1956. Überarbeitete und erweiterte Neuauflage: Nomos Basileus. Con un'appendice. Bibliopolis, Neapel 1993, ISBN 8-870-88282-9.
- Filodemo in Italia. Le Monnier, Firenze, 1990. Englische Übersetzung: Philodemus in Italy: The Books from Herculaneum. Translated by Dirk Obbink. Ann Arbor: University of Michigan Press, 1995. ISBN 0-472-10569-8, online. Rezension von: Alan C. Mitchell, in: Bryn Mawr Classical Review 96.9.24, online